# Белгородская область

Физическая карта Белгородской области

Белгоро́дская о́бласть (неофиц. Белого́рье, Святое Белого́рье, Белгоро́дчина, Белгоро́дщина) — субъект Российской Федерации, расположен в юго-западной части России в 500—700 км к югу от Москвы, на границе с Украиной.
Крупнейшие города: Белгород — 321 761 чел., Старый Оскол — 215 937 чел., Губкин — 83 766 человек.
На юге и западе граничит с Луганской, Харьковской и Сумской областями Украины, на севере и северо-западе – с Курской областью, на востоке – с Воронежской областью России. 
Белгородская область образована 6 января 1954 года. С этого момента её границы не изменялись.
Областной центр — Белгород.

## История

Татарские княжества на территории Белгородчины в первой половине XV в.

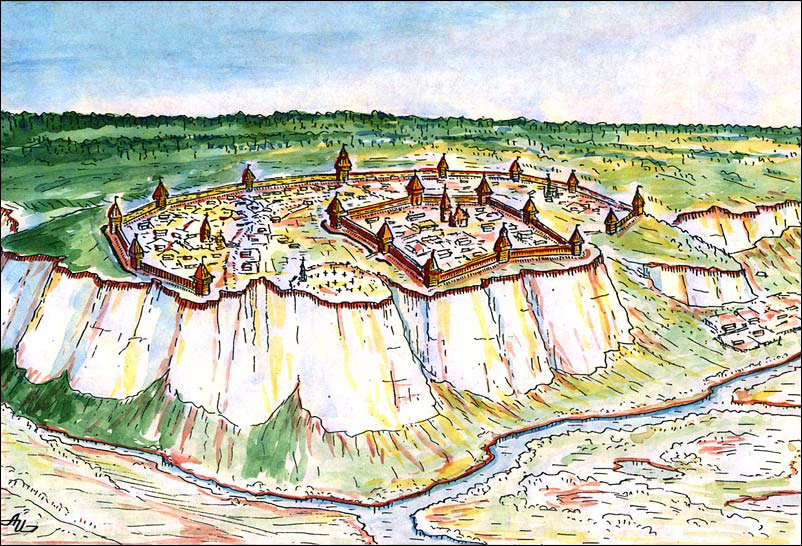
Белгородская крепость в XVII веке

К VIII веку на территории Белгородской области относятся памятники салтово-маяцкой культуры (Ютановское городище). С VIII века запад Белгородчины осваивают северяне (роменско-борщёвская культура). В VIII—IX веках эта территория попала под власть Хазарии.
В годы Киевской Руси она входила в состав Черниговского княжества. Археологические находки свидетельствуют о наличии Римова городища (село Гочево), Крапивенского городища (Шебекинский район), Холковского городища (с. Холки) и Хотмыжского городища (с. Хотмыжск). На месте городов Белгород и Старый Оскол были найдены предметы относящиеся к первому тысячелетию нашей эры.
Монголо-татарское нашествие привело к запустению края.
Затем до 1503 года территория Белгородской области входила в Великое княжество Литовское. Летописные источники XIV—XV веков (список городов дальних и ближних 1387, список городов Свидригайло 1432, ярлык крымского хана 1507) сообщают о наличии на территории современной области городов Хотмышль и Оскол, которые были восстановлены Великим княжеством Литовским после монголо-татарского разорения. Что свидетельствует об освоении Белгородчины Великим княжеством Литовским, Русским, Жемоитским и иных. С 1503 года она в составе Великого княжества Московского.
На рубеже XVI—XVII веков для надёжной охраны русских владений была сооружена сплошная линия военных укреплений — Белгородская оборонительная черта, которая протянулась почти на 800 км. Белгород стал военно-административным центром, в котором стоял Большой Белгородский полк. В XVI веке на территории Белгородской области на берегах реки Оскол располагалась крепость, позже превратившаяся в Валуйский православный монастырь. Возникнув как форпост на южных рубежах России, Белгородчина вписала в свою историю немало замечательных героических страниц. За подвиги в битве под Полтавой Пётр I пожаловал воинам Большого Белгородского полка знамя.
В 1708—1727 годах территория современной Белгородской области входила в Киевскую и Азовскую губернии. В 1727 была образована Белгородская губерния, которая просуществовала до 1779 года. Она занимала земли не только современной Белгородчины, но и территории нынешних Курской, Орловской, частично Брянской и Харьковской областей. Имела губерния свой герб, который теперь является гербом Белгородской области.
В 1775—1779 годах территория Белгородской губернии была разделена между новообразованными губерниями и наместничествами, а сама губерния была упразднена. Белгородчина, в том числе город Белгород, вошла в состав Курского наместничества; юго-восточные уезды были отнесены к Воронежской губернии, южные — к Слободской губернии. В XIX веке Белгородская земля входила в состав Курской губернии.
После подписания Брестского мира, с апреля 1918 по январь 1919 года Белгородчина частично (белгородский, валуйский, грайворонский уезды) была составной частью Украинской державы гетмана П. П. Скоропадского.
До 1928 года территория современной Белгородской области входила в состав Воронежской и Курской губерний. В 1930-х годах на Белгородчине прошла коллективизация, в это десятилетие было репрессированы 40 тыс. жителей, из которых 15 тыс. были расстреляны.
На белгородской земле в годы Великой Отечественной войны произошло знаменитое Прохоровское танковое сражение в ходе оборонительной фазы Курской битвы. В память о нём в 40 км от южного фаса Огненной дуги на третьем ратном поле России, Прохоровском, воздвигнут памятник Победы — Звонница, а в самом посёлке на народные пожертвования сооружён Храм Святых апостолов Петра и Павла. Эти и ряд других объектов объединены в Государственный военно-исторический музей-заповедник «Прохоровское поле».
6 января 1954 года Президиум Верховного Совета СССР издал указ об образовании Белгородской области. В состав области были включены: из Курской области — города Белгород и Старый Оскол, Белгородский, Беленихинский, Боброво-Дворский, Больше-Троицкий, Борисовский, Валуйский, Великомихайловский, Волоконовский, Грайворонский, Ивнянский, Корочанский, Краснояружский, Микояновский, Ново-Оскольский, Прохоровский, Ракитянский, Саженский, Скороднянский, Старо-Оскольский, Томаровский, Уразовский, Чернянский и Шебекинский районы; из Воронежской области — Алексеевский, Будёновский, Вейделевский, Ладомировский, Никитовский, Ровеньский, Уколовский и Шаталовский районы.
26 апреля 1954 года Верховный Совет СССР утвердил создание Белгородской области.

## Физико-географическая характеристика

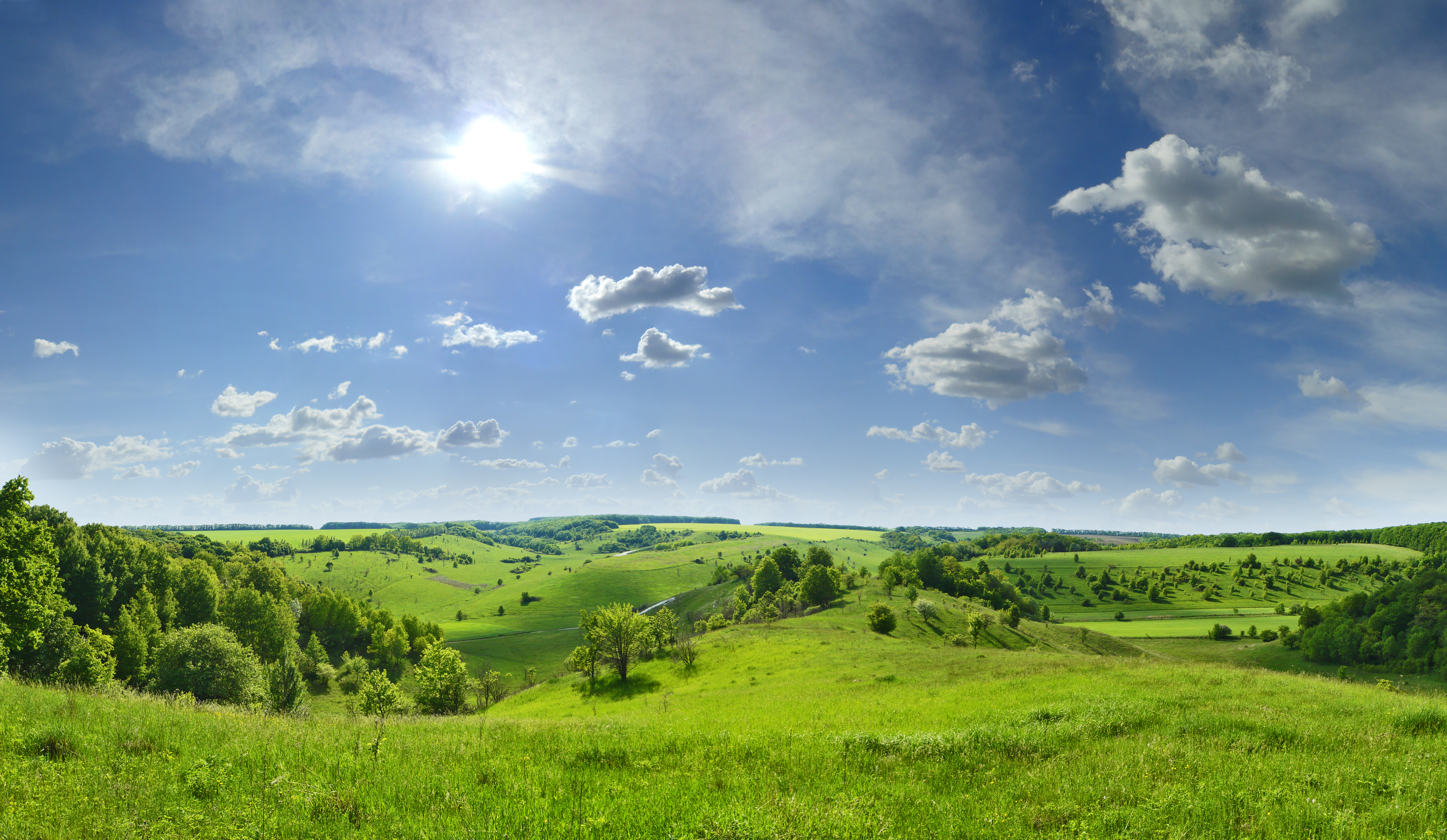
Балка Каменный Лог — типичный пейзаж Белгородчины.

### География
Область расположена на юго-западных и южных склонах Среднерусской возвышенности в бассейнах рек Днепра и Дона, в лесостепной зоне на приподнятой всхолмлённой равнине со средней высотой над уровнем моря 200 м. Самая высокая точка 277 м над уровнем моря — находится в Прохоровском районе. Самая низкая — в днище долин рек Оскола и Северского Донца. Территория изрезана балками (логами), оврагами, по которым разбросаны дубравы.
Площадь области составляет 27,1 тыс. км², протяжённость с севера на юг — около 190 км, с запада на восток — около 270 км.

### Климат
Климат умеренный, умеренно континентальный, с довольно мягкой зимой со снегопадами и оттепелями и продолжительным летом. Средняя годовая температура воздуха изменяется от +5,4 градуса на севере до +6,8 градуса на юго-востоке. Самый холодный месяц — январь. Восточные и юго-восточные районы области пересекает в среднем своём значении ось Воейкова, оказывающая определённое влияние на климат, особенно этих районов. Безморозный период составляет 155—160 дней, продолжительность солнечного времени — 1800 часов.

### Полезные ископаемые

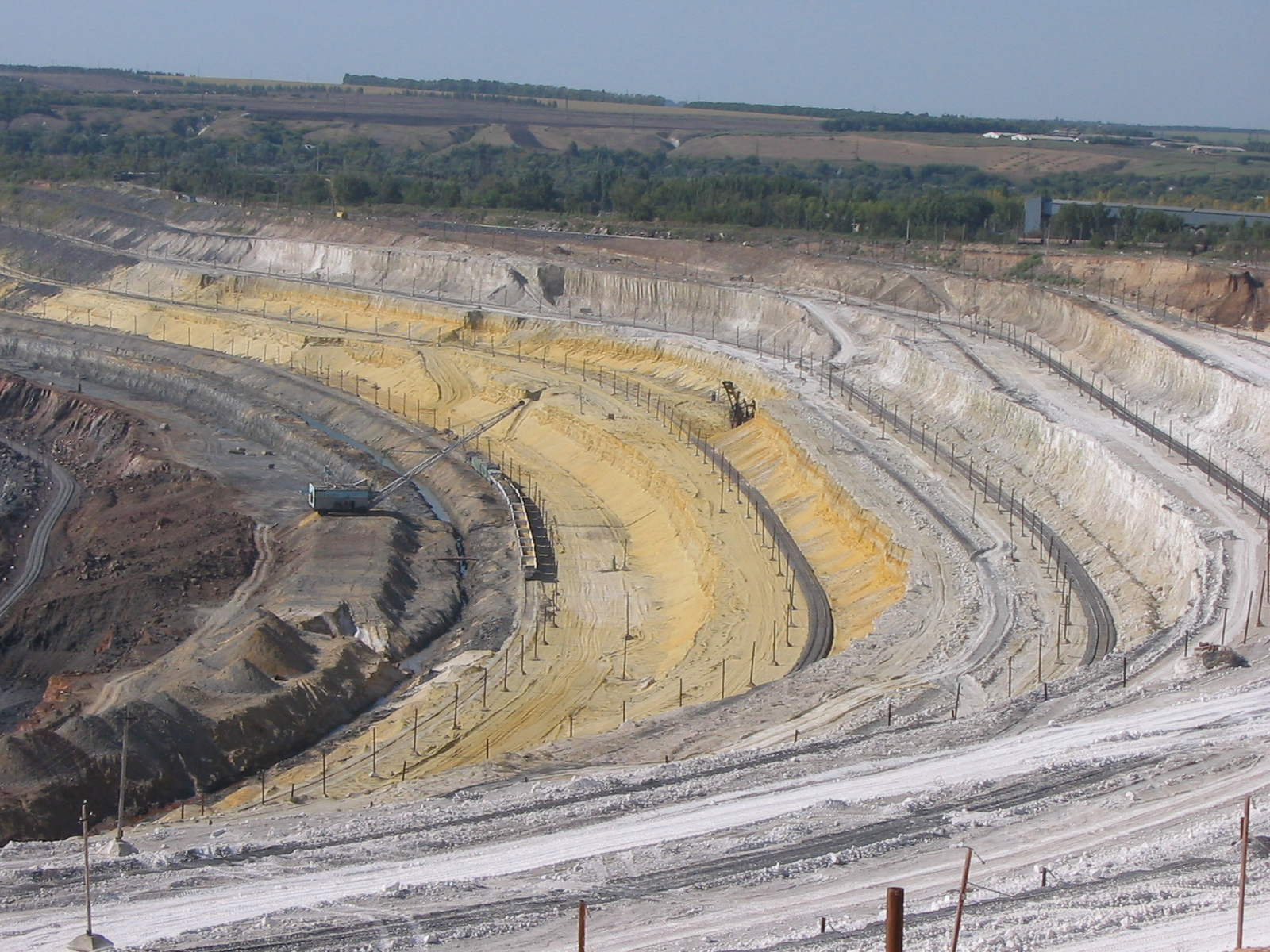
Карьер Лебединского ГОКа. 2004

В области сосредоточено более 40 процентов разведанных запасов железных руд страны. Месторождения относятся к Курской магнитной аномалии.
Выявлены и в разной степени разведаны крупные месторождения бокситов, апатитов, минеральных подземных вод (радоновых и лечебно-столовых), многочисленные месторождения строительных материалов (мела, песка, глин и т. д.). Известны проявления золота, графита и редких металлов. Имеются географические предпосылки для выявления платины, углеводородного сырья и других полезных ископаемых.

### Гидрография

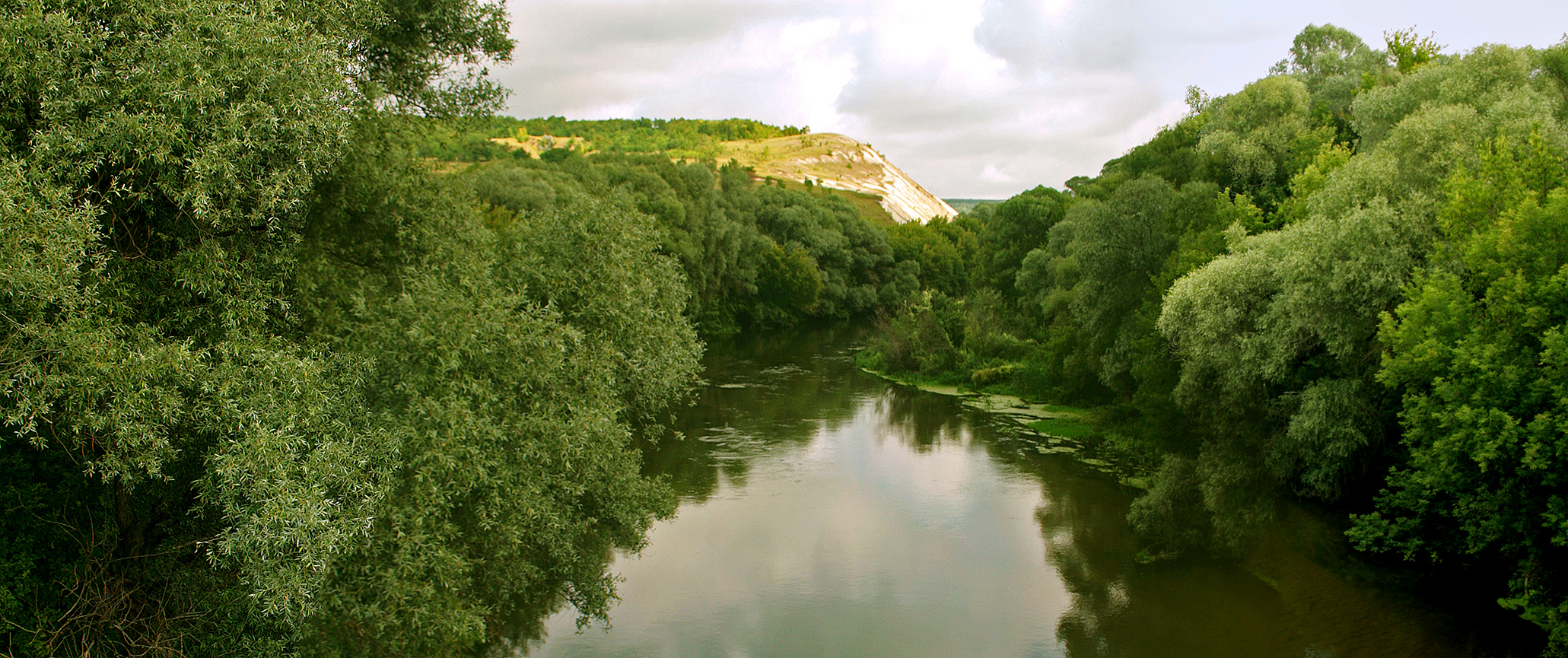
Река Оскол. 2013

Территория Белгородской области относится к бассейнам двух морей: Чёрного (западная часть области) и Азовского (центральная и восточная часть области).
Область относится к числу маловодных. Это связано не только с количеством осадков, но и с рельефом области.
Реками, озёрами, болотами занято около 1 % её территории. Здесь протекает более 480 малых рек и ручьёв. Наиболее крупные из них на северо-западе — Северский Донец, Ворскла, Ворсклица, Псёл, в восточных районах — Оскол, Тихая Сосна, Чёрная Калитва, Валуй. Общая протяжённость речной сети — 5000 км.
В области насчитывается 1100 прудов и 4 водохранилища.

### Животный мир
Фауна Белгородской области лугово-степная. Особую неповторимость фауне придают калькофильные зоокомплексы, связанные с меловыми отложениями. Фауна Белгородской области насчитывает по разным оценкам от 10 до 15 тысяч видов. Фауна млекопитающих Белгородской области насчитывает 68 видов из 6 отрядов и 18 семейств, из низ 25 видов из отряда грызуны, 14 видов из отряда хищные, 10 видов из отряда рукокрылые, 9 видов из отряда насекомоядные, 7 видов из отряда парнокопытные, 2 вида из отряда зайцеобразные. Насчитывается около 279 видов птиц, в том числе 152 — гнездящихся, остальные — пролётные и откочёвывающие.
Около 10 % видов животных относятся к числу нуждающихся в особой охране; 269 видов включены в список Красной книги Белгородской области.

### Растительность

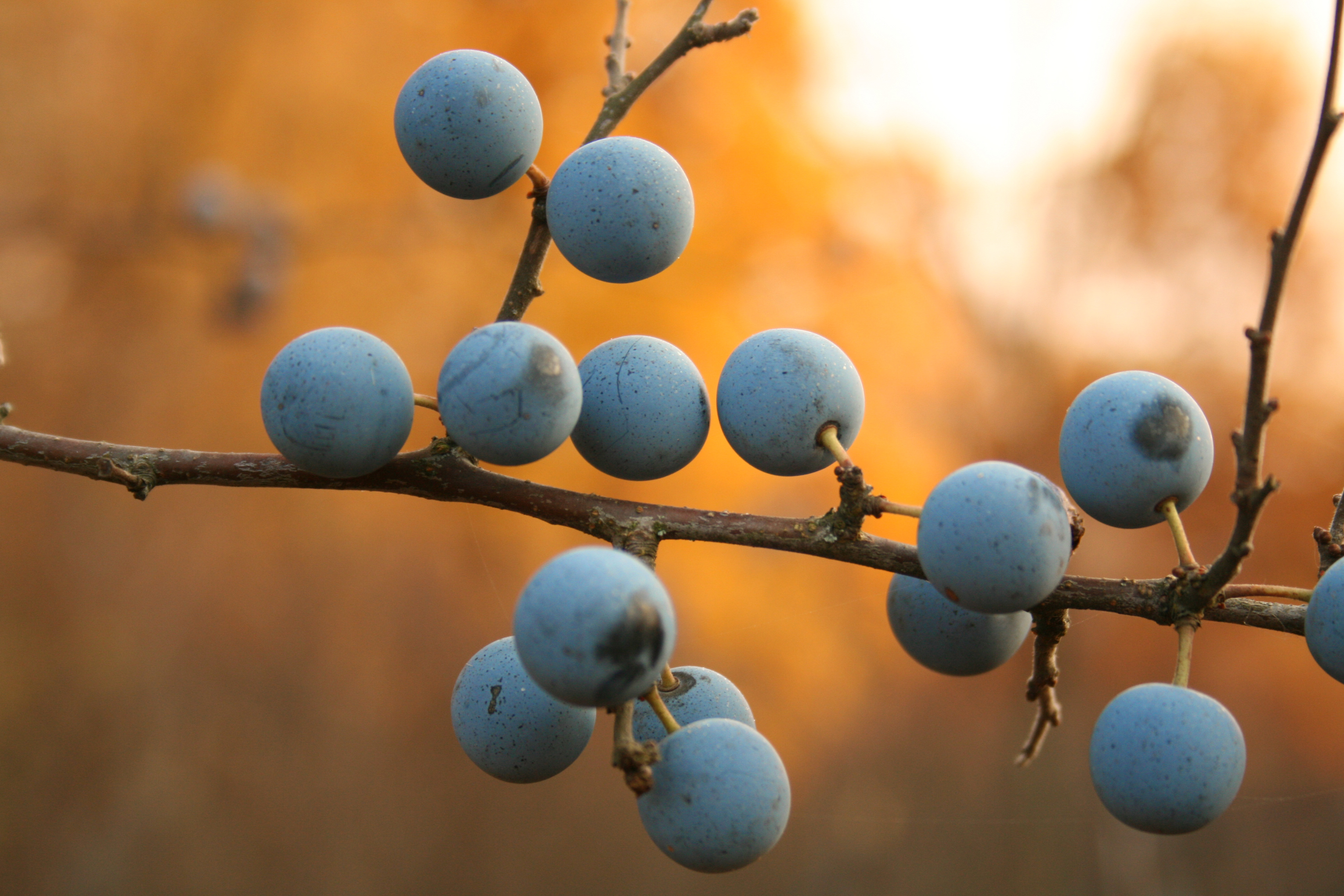
Тёрн — типичный кустарник окраин полей

Растительный покров области отражает черты северной лесостепи, для которой характерно чередование лесов с луговой степью.
Она представлена двумя типами растительности: зональной и экстразональной. Зональная растительность — это плакорные дубравы (221 вид) и степные луга (211 видов). Экстразональная растительность — это луга (232 вида), виды кустарников и опушек (161 вид), фитоценозы меловых обнажений (93 вида) и синантропные сообщества (192 вида). В целом флора области насчитывает 1284 вида. Лесистость области составляет 8,6 %. Более 800 га лесных массивов отнесены к особо охраняемым территориям из-за произрастания там редких видов растений и обитания животных, которые внесены в Красную Книгу.
По итогам всероссийской акции Министерства природных ресурсов и экологии Российской Федерации «Аллея России» в 2014 году символом Белгородской области стал ковыль перистый.

### Почвенный покров
Зональные почвы представлены чернозёмами (77 % территории) и серыми лесными почвами (почти 15 % территории).
Тип чернозёмов представлен в области подтипами оподзоленных, выщелоченных, типичных и обыкновенных чернозёмов. Первые три подтипа характерны для лесостепной части области.
Тип серых лесных почв представлен в области подтипами тёмно-серых лесных и светло-серых лесных. В отличие от чернозёмов, серые лесные почвы в Белгородской области распространены не равномерно, а в виде пяти крупных массивов, приуроченных к местам сосредоточения крупных лесов и их окрестностям.

## Награды и достижения
- Орден Ленина (4 января 1967) — за мужество и стойкость, проявленные белгородцами при защите Родины в период Великой Отечественной войны и за достигнутые успехи в восстановлении и развитии народного хозяйства;
- Самый экологически чистый регион России (2010)[19].

## Праздники

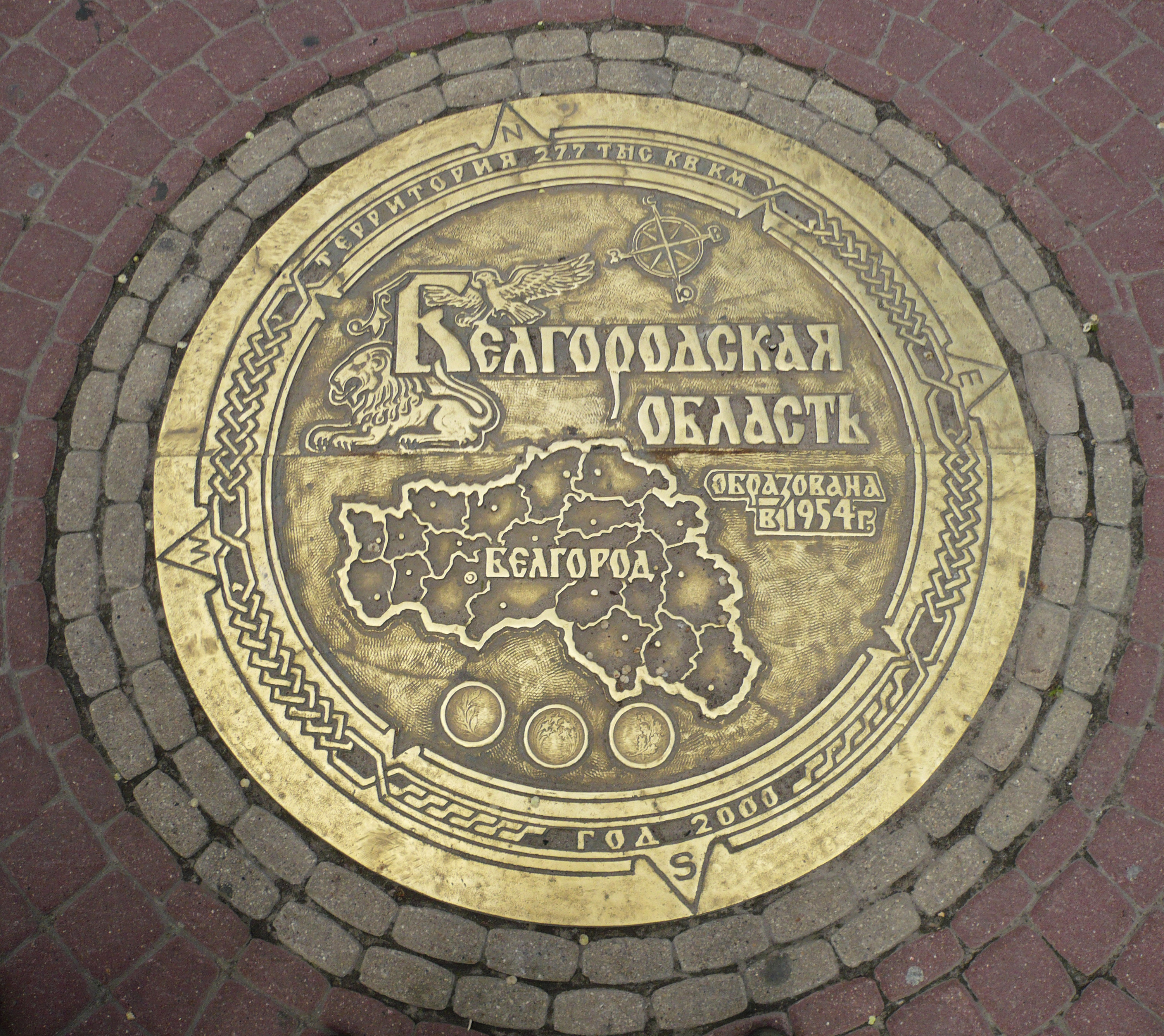
Плита на Соборной площади Белгорода. Стоя на ней, обычно загадывают желание и, подпрыгивая, хлопают в ладоши

Кроме государственных праздников Российской Федерации, в Белгородской области на официальном уровне отмечаются:
- 6 января — День образования Белгородской области;
- 9 января — Горинский день: день рождения дважды Героя Социалистического Труда Василия Яковлевича Горина;
- 12 июля — День Петра и Павла — День танкового сражения у посёлка Прохоровка;
- 17 июля — День памяти строителей железной дороги «Старый Оскол — Ржава»;
- 5 августа — День освобождения Белгорода от немецко-фашистских захватчиков;
- 23 августа — День Победы советских войск в битве на Курской дуге — День освобождения Белгородской области от немецко-фашистских захватчиков;
- 19 сентября — День памяти Иоасафа Белгородского;
- 14 октября — День флага Белгородской области.

## Символы Белгородской области
- Город воинской славы и первого салюта Белгород;
- Город воинской и трудовой славы Старый Оскол;
- Прохоровское поле;
- Звонница на Прохоровском поле;
- Холковский монастырь;
- Панский дуб;
- Курская магнитная аномалия;
- Волейбольный клуб «Белогорье».

## Население
Численность населения области по данным Росстата составляет 1 482 025 чел. (2025). Плотность населения — 54,62 чел./км2 (2025). Городское население — 
67,7 % (2022).
В начале XXI века Белгородская область была одним из немногих за пределами столичной агломерации регионом Центрального Федерального округа, в котором численность населения росла.
Изменение численности населения
Всё и городское население (его доля) по данным Всесоюзных и Всероссийских переписей:

### Национальный состав населения
| Год переписи                   | 1989             | 2002               | 2010               |
| ------------------------------ | ---------------- | ------------------ | ------------------ |
| Лица, указавшие национальность | 1378287 (100 %)  | ↗ 1504701 (100 %)  | ↘ 1488514 (100 %)  |
| Русские                        | 1280457 (92,9 %) | ↗ 1403977 (93,3 %) | ↗ 1404653 (94,4 %) |
| Украинцы                       | 75145 (5,5 %)    | ↘ 57846 (3,8 %)    | ↘ 41914 (2,8 %)    |
| Армяне                         | 1490 (0,1 %)     | ↗ 4999 (0,3 %)     | ↗ 7588 (0,5 %)     |
| Турки                          | 10 (0,0 %)       | ↗ 3984 (0,3 %)     | ↗ 4665 (0,3 %)     |
| Азербайджанцы                  | 1911 (0,1 %)     | ↗ 4531 (0,3 %)     | ↗ 4621 (0,3 %)     |
| Другие национальности          | 19276 (1,4 %)    | ↗ 26539 (1,8 %)    | ↘ 25073 (1,7 %)    |

По итогам переписи населения 2020 года проживали следующие национальности (национальности менее 0,1 % и другое, см. в сноске к строке «Другие»):
| Национальность | Численность, чел. | Доля     |
| -------------- | ----------------- | -------- |
| Русские        | 1 234 338         | 80,12 %  |
| Украинцы       | 15 481            | 1,00 %   |
| Армяне         | 4931              | 0,32 %   |
| Турки          | 3818              | 0,25 %   |
| Азербайджанцы  | 3471              | 0,23 %   |
| Татары         | 1639              | 0,11 %   |
| Цыгане         | 1543              | 0,10 %   |
| Другие         | 275 265           | 17,87 %  |
| Итого          | 1 540 486         | 100,00 % |

## Административно-территориальное деление
Административно-территориальное устройство
Согласно Уставу Белгородской области и Закону «Об административно-территориальном устройстве Белгородской области», субъект РФ включает административно-территориальные единицы — 6 городов областного значения и 21 район:
| Административно-территориальные единицы | Административно-территориальные единицы | Административно-территориальные единицы | Административно-территориальные единицы |
| №                                       | Название                                | Население 2021                          | Административный центр                  |
| --------------------------------------- | --------------------------------------- | --------------------------------------- | --------------------------------------- |
| Города областного значения              |                                         |                                         |                                         |
| 1                                       | Белгород                                | 321761                                  | г. Белгород                             |
| 2                                       | Алексеевка                              | 36578                                   | г. Алексеевка                           |
| 3                                       | Валуйки                                 | 33032                                   | г. Валуйки                              |
| 4                                       | Губкин                                  | 83766                                   | г. Губкин                               |
| 5                                       | Старый Оскол                            | 215937                                  | г. Старый Оскол                         |
| 6                                       | Шебекино                                | 39680                                   | г. Шебекино                             |
| Районы                                  |                                         |                                         |                                         |
| 1                                       | Алексеевский                            | 59360                                   | г. Алексеевка                           |
| 2                                       | Белгородский                            | 191744                                  | посёлок Майский                         |
| 3                                       | Борисовский                             | 23904                                   | пгт Борисовка                           |
| 4                                       | Валуйский                               | 32921                                   | г. Валуйки                              |
| 5                                       | Вейделевский                            | 21332                                   | пгт Вейделевка                          |
| 6                                       | Волоконовский                           | 29276                                   | пгт Волоконовка                         |
| 7                                       | Грайворонский                           | 26857                                   | г. Грайворон                            |
| 8                                       | Губкинский                              | 28924                                   | г. Губкин                               |
| 9                                       | Ивнянский                               | 21650                                   | пгт Ивня                                |
| 10                                      | Корочанский                             | 35883                                   | г. Короча                               |
| 11                                      | Красненский                             | 11358                                   | село Красное                            |
| 12                                      | Красногвардейский                       | 32242                                   | г. Бирюч                                |
| 13                                      | Краснояружский                          | 14151                                   | пгт Красная Яруга                       |
| 14                                      | Новооскольский                          | 39786                                   | г. Новый Оскол                          |
| 15                                      | Прохоровский                            | 27106                                   | пгт Прохоровка                          |
| 16                                      | Ракитянский                             | 33284                                   | пгт Ракитное                            |
| 17                                      | Ровеньский                              | 22764                                   | пгт Ровеньки                            |
| 18                                      | Старооскольский                         | 33392                                   | г. Старый Оскол                         |
| 19                                      | Чернянский                              | 28991                                   | пгт Чернянка                            |
| 20                                      | Шебекинский                             | 45471                                   | г. Шебекино                             |
| 21                                      | Яковлевский                             | 57428                                   | г. Строитель                            |

Местное самоуправление

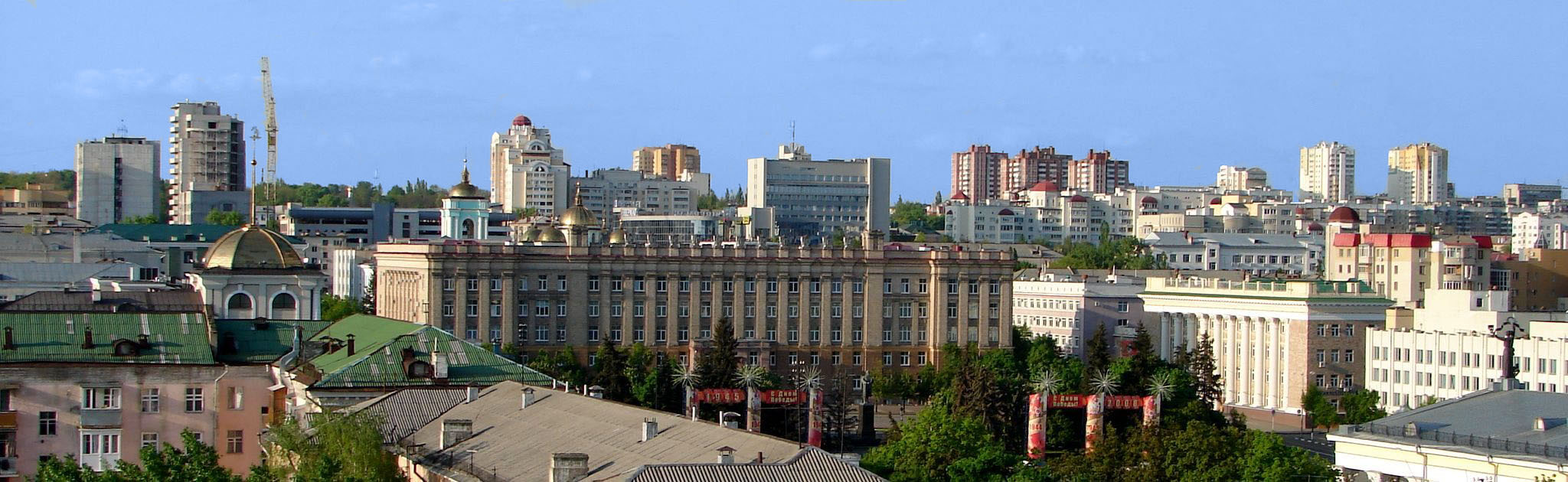
Белгород

В рамках муниципального устройства области, в границах административно-территориальных единиц Белгородской области к 1 января 2018 года всего образовано 312 муниципальных образований:
- 3 городских округа;
- 19 муниципальных районов;
  - 25 городских поселений;
  - 265 сельских поселений.

На 1 мая 2018 года на территории Белгородской области 9 городских округов и 13 муниципальных районов:
| №                    | Название                | Административный центр | Площадь, км²     | Население, чел.  | Плотность населения, чел./км² |
| Городские округа     | Городские округа        | Городские округа       | Городские округа | Городские округа | Городские округа              |
| -------------------- | ----------------------- | ---------------------- | ---------------- | ---------------- | ----------------------------- |
| 1                    | Алексеевский            | г. Алексеевка          | 1765             | ↘59 360          | 35,5                          |
| 2                    | г. Белгород             | г. Белгород            | 153              | ↘321 761         |                               |
| 3                    | Валуйский               | г. Валуйки             | 1710             | ↗65 953          | 39,2                          |
| 4                    | Грайворонский           | г. Грайворон           | 854              | ↘26 857          | 34,6                          |
| 5                    | Губкинский              | г. Губкин              | 1 527            | ↘112 690         |                               |
| 6                    | Новооскольский          | г. Новый Оскол         | 1401             | ↘39 786          | 30,1                          |
| 7                    | Старооскольский         | г. Старый Оскол        | 1 694            | ↘249 329         |                               |
| 8                    | Шебекинский             | г. Шебекино            | 1866             | ↘85 151          | 48,8                          |
| 9                    | Яковлевский             | г. Строитель           | 1089             | ↗57 428          | 52,7                          |
| Муниципальные районы |                         |                        |                  |                  |                               |
| 1                    | Белгородский район      | пос. Майский           | 1400             | ↗191 744         | 81,8                          |
| 2                    | Борисовский район       | пгт Борисовка          | 650              | ↘23 904          | 39,4                          |
| 3                    | Вейделевский район      | пгт Вейделевка         | 1356             | ↗21 332          | 14,7                          |
| 4                    | Волоконовский район     | пгт Волоконовка        | 1288             | ↘29 276          | 24,4                          |
| 5                    | Ивнянский район         | пгт Ивня               | 871              | ↗21 650          | 25,9                          |
| 6                    | Корочанский район       | г. Короча              | 1417             | ↘35 883          | 27,5                          |
| 7                    | Красненский район       | с. Красное             | 852              | ↘11 358          | 14,5                          |
| 8                    | Красногвардейский район | г. Бирюч               | 1763             | ↘32 242          | 21,6                          |
| 9                    | Краснояружский район    | пгт Красная Яруга      | 479              | ↘14 151          | 30,3                          |
| 10                   | Прохоровский район      | пгт Прохоровка         | 1379             | ↘27 106          | 20,1                          |
| 11                   | Ракитянский район       | пгт Ракитное           | 901              | ↘33 284          | 38,7                          |
| 12                   | Ровеньский район        | пгт Ровеньки           | 1369             | ↘22 764          | 17,4                          |
| 13                   | Чернянский район        | пгт Чернянка           | 1192             | ↘28 991          | 26,5                          |

Населённые пункты
Населённые пункты с численностью населения более 3000 человек
| Белгород     | ↘321 761 |
| Старый Оскол | ↘215 937 |
| Губкин       | ↘83 766  |
| Шебекино     | ↘39 680  |
| Алексеевка   | ↘36 578  |
| Валуйки      | ↘33 032  |
| Разумное     | ↗28 192  |
| Северный     | ↗24 070  |
| Строитель    | ↘23 780  |
| Новый Оскол  | ↘18 359  |
| Дубовое      | ↗16 101  |
| Чернянка     | ↘14 632  |

| Майский       | ↗14 143 |
| Стрелецкое    | ↗13 792 |
| Таврово       | ↗13 592 |
| Борисовка     | ↘12 553 |
| Ровеньки      | ↗10 939 |
| Волоконовка   | ↗10 426 |
| Ракитное      | ↘10 048 |
| Прохоровка    | ↗9790   |
| Пролетарский  | ↗9040   |
| Октябрьский   | ↗8785   |
| Красная Яруга | ↗7957   |
| Новосадовый   | ↗7833   |

| Никольское       | ↗7443 |
| Томаровка        | ↘7394 |
| Вейделевка       | ↗7347 |
| Ивня             | ↗7134 |
| Бирюч            | ↘7114 |
| Уразово          | ↘6570 |
| Грайворон        | ↘6179 |
| Маслова Пристань | ↘5916 |
| Короча           | ↘5623 |
| Троицкий         | ↘5429 |
| Новая Таволжанка | ↘5268 |
| Ближняя Игуменка | ↗4908 |

| Головчино     | ↘4621 |
| Комсомольский | ↗4379 |
| Пятницкое     | ↗4160 |
| Пушкарное     | ↗3892 |
| Засосна       | ↘3806 |
| Ливенка       | ↘3487 |
| Городище      | ↘3420 |
| Скородное     | ↘3416 |
| Бехтеевка     | ↘3259 |
| Беловское     | ↗3141 |
| Бессоновка    | ↗3065 |
| Роговатое     | ↘3001 |

Населённые пункты в границах Белгородской области с населением более 5000 жителей по переписи 1897 года
| г. Белгород                | 26 564 |
| слобода Борисовка          | 18 071 |
| г. Старый Оскол            | 15 617 |
| г. Бирюч                   | 13 081 |
| слобода Уразово            | 12 997 |
| слобода Алексеевка         | 12 339 |
| сл. Великомихайловка       | 11 853 |
| Болховец (село Стрелецкое) | 10 600 |
| г. Короча                  | 10 235 |

| сл. Ровеньки       | 8757 |
| сл. Томаровка      | 8716 |
| сл. Ракитное       | 7920 |
| г. Валуйки         | 6698 |
| г. Грайворон       | 6340 |
| сл. Большая Халань | 6130 |
| сл. Волоконовка    | 5955 |
| сл. Чернянка       | 5860 |

## Органы государственной власти
Государственную власть в Белгородской области осуществляют органы исполнительной власти области, государственные органы области, а также федеральные суды и федеральные органы исполнительной власти.
Органами и должностными лицами государственной власти области являются:
- Белгородская областная дума — законодательный (представительный) орган государственной власти, 35 депутатов, срок полномочий депутатов — 5 лет[33], избирается населением области;
- Губернатор Белгородской области — высшее должностное лицо, срок полномочий — 5 лет[33], избирается населением, является председателем Правительства Белгородской области.

С 11 октября 1993 по 17 сентября 2020 губернатором области был Евгений Савченко. В 1993 году был назначен на эту должность, переизбирался в 1995, 1999, 2003 и 2012 годах, переназначен в 2007 году. В 1999 году одним из соперников Евгения Савченко на выборах был Владимир Жириновский.
С 17 сентября до 18 ноября 2020, после ухода Евгения Савченко с поста, временно исполняющим обязанности губернатора области (по должности) был Денис Буцаев.
С 18 ноября 2020 по 27 сентября 2021 временно исполняющим обязанности губернатора области стал Вячеслав Гладков, 27 сентября 2021 года он становится губернатором.
- Правительство Белгородской области — высший постоянно действующий коллегиальный орган исполнительной власти;
- Органы исполнительной власти — департаменты, комиссии, управления;
- Территориальные исполнительные органы государственной власти.

## Экономика
Белгородская область — индустриально-аграрный регион, экономика которой опирается на большие запасы железной руды КМА и тучные чернозёмы.
Цена минимального набора продуктов в ноябре 2014 года в регионе составила 2648 рублей. По этому показателю Белгородская область заняла четвёртое место в России. В декабре 2016 года этот показатель составил 3090 рублей — 5 место по дешевизне в России. В декабре 2017 года стоимость минимального набора продуктов составила 3086,8 рублей — второе место в России.

### Бюджет
Доходы областного бюджета на 2022 год составили 133,2 млрд рублей, расходы — 156,8 млрд рублей.

#### Кредитный рейтинг
Рейтинговое агентство АКРА  в 2017 году присвоило области рейтинговую оценку A+(RU) со стабильным прогнозом. Рейтинг подтверждался два раза в год, в 2019 повышен до AA-(RU) и подтверждается дважды в год на этом уровне (2019-2025), в 2022 году был повышен до AA+(RU), в 2023 - до AAA(RU).

### Промышленность
Наиболее развитыми отраслями промышленности Белгородской области являются машиностроение, горнодобывающая промышленность, металлургия, производство строительных материалов, пищевая промышленность. Индекс промышленного производства региона в 2021 году составил 103,3 % к уровню 2020 года.
В Белгороде действует промышленный парк «Северный» (находится в северной части города) площадью более 24 га. Промышленный парк является совместным проектом правительства области и Министерства экономического развития Российской Федерации. В парке действует девять резидентов.
Среди промышленных предприятий области наиболее крупные:
- Стойленский ГОК;
- Лебединский ГОК;
- ОЭМК;
- Оскольский завод металлургического машиностроения;
- Вагонно-колесная мастерская;
- Осколцемент;
- Белгородский цемент;
- ОАО СУМ ЦММ — Специализированное управление механизации Центрометаллургмонтаж;
- Старооскольский завод металлоконструкций «Стройметаллком»;
- Старооскольский завод пластмасс «Осколпласт»;
- Эфко — компания, управляющая несколькими предприятиями масложировой промышленности, входит в тройку крупнейших компаний российского агропромышленного комплекса;
- Славянка — группа компаний, которой принадлежит кондитерская фабрика в городе Старый Оскол.
- Белгородский хладокомбинат — предприятие специализируется на выпуске мороженого под брендом «Бодрая корова».
- Белогорье — кондитерская фабрика.
- ЗАО «Завод премиксов № 1» группы компаний «Приосколье» — единственное в России и входящее в десятку крупнейших производств лизина в мире[41][42]. «Завод Премиксов № 1» создан в августе 2005 года и производит более 17 тыс. тонн премиксов в год для всех видов животных, птиц и рыб. В 2012 году здесь начали строить завод по производству лизина. В структуру предприятия входят элеватор вместимостью 50 тыс. тонн зерна, лаборатория, мельница, крахмалопаточное производство, производственные площадки по выпуску глюкозы и лизина методом микробиологического синтеза. Площадь завода — около 37 га[41]. Общий объём инвестиций составил 7,5 млрд рублей. Проект высокотехнологичного производства лизина победил в конкурсе на получение субсидии 275 млн рублей[42]. В 2014 году запущено производство 57 тысяч тонн лизина в год[43].
- Ликеро-водочный завод «Люкс» — один из крупнейших налогоплательщиков области[44].

### Сельское хозяйство
Земельные угодья в области составляют 2713,4 тыс. га, более 70 % которых составляют чернозёмы; на душу населения приходится 1,43 га сельхозугодий, в том числе пашни — 1,1 га. Естественные леса и лесопосадки занимают 248,3 тыс. га — 12,5 % территории области. Общие запасы древесины — 34,3 млн м³.
Объём производства продукции сельского хозяйства за 2020 год составил 266,0 млрд руб, из них животноводство — 169,6 млрд руб, растениеводство — 96,4 млрд руб.
Сельхозорганизации дают 85,9 % объёма продукции, 95,5 % продукции животноводства и 69 % продукции растениеводства.
Животноводство
Во всех хозяйствах в 2020 году было получено 1753,2 тыс. т скота и птицы на убой (100 %). Это 38,6 тыс. т КРС (104,3 %), 922,4 тыс. т свиней (102,9 %), 789,4 тыс. т птицы (96,7 %); Белгородская область производит больше свиней, чем любой из российских федеральных округов. 
На 1 января 2021 года в хозяйствах всех категорий содержалось 235,5 тыс. голов КРС (99,7 %), из них 93,6 тыс. коров (96,4 %), 4 553,6 тыс. свиней (100,2 %), 43 478,8 тыс. голов птицы (85,1 %). Численность КРС в сельхозорганизациях региона составила 176,4 тыс. голов (99,9 %), в том числе 69,2 тыс. коров (96,4 %).
В 2020 году с валовым производством 685 тысяч тонн молока Белгородская область входила в ТОП-15 крупнейших производителей молока России. Средний надой на одну корову в 2020 году оценивался в 8000 кг — восьмой результат в России.
Растениеводство
В хозяйствах всех категорий региона в 2020 году, по итоговым данным Росстата, было получено 3 907,6 тыс. т зерновых и зернобобовых культур в весе после доработки (в 2019 году — 3 473,1 тыс. т), при средней урожайности 53,1 ц/га (4 038,5 тыс. тонн при средней урожайности 55,3 ц/га в бункерном весе) Это рекордный валовой сбор и урожайность для региона. Белгородская область занимает 4-е место в РФ по урожайности зерновых и зернобобовых культур в целом и пшеницы в частности. Выращено 462,4 тыс. т подсолнечника (475,3 тыс. т), 1 788,4 тыс. т сахарной свёклы (2 796,5 тыс. т). Собрано 337,7 тыс. т картофеля (395,0 тыс. т), 264,2 тыс. т овощей открытого и закрытого грунта (250,3 тыс. т). Под зерновые и зернобобовые культуры было выделено 732,5 тыс. га.
Белгородская область входила в ТОП-5 субъектов РФ по урожайности большинства возделываемых сельскохозяйственных культур, за исключением сои, урожайность которой в 2021 году находилась на шестом месте.
Белгородская область, вместе с Брянской областью, на протяжении последних лет занимают первое-второе места по урожайности подсолнечника. При средней урожайности по России в 2020 году лишь 17,4 ц/га, урожайность в Белгородской области составила 31,8 ц/га, в 2019 году — 34,55 ц/га.
| тыс. гектар | 1762 | 1586,2 | 1498,2 | 1416,2 | 1287,5 | 1248,5 | 1449,3 | 1425,2 |

Белгородская область первая в России приняла решение ввести с 1 января 2018 года запрет на использование «тяжёлых» антибиотиков, и лекарственных препаратов группы А (гормоны и стимуляторы роста, которые не выводятся из организма животного в течение декларируемого периода) при производстве сельхозпродукции — в птицеводстве, молочном и мясном животноводстве, производстве кормов.

### Энергетика
По состоянию на декабрь 2020 года, на территории Белгородской области эксплуатировались 13 электростанций общей мощностью 255,3 МВт, в том числе одна ВЭС, одна СЭС, две биогазовые электростанции и девять тепловых электростанций. В 2019 году они произвели 829,2 млн кВт·ч электроэнергии.
В рейтинге Центра экономических исследований регион в первом квартале 2011 года занял 70 место в России по энергодостаточности, дефицит электроэнергии превысил 6 млрд кВт•ч.
За октябрь 2014 года в Белгородской области израсходовано почти 1,3 млрд кВт•ч, а за десять месяцев с начала года — более 12 млрд кВт•ч электроэнергии. Рост энергопотребления зафиксирован в сравнении с январём-октябрём 2013 года и составляет 0,4 %.
В 2014 году Белгородская область оказалась в числе победителей федерального конкурса и получила почти 85 млн рублей из госбюджета на поддержку и развитие лучших проектов, направленных на повышение энергоэффективности предприятий.
За 2014 год в области было построено и реконструировано порядка тысячи километров линий электропередачи — в Новом Осколе, Масловой Пристани, Комсомольском, Мокрой Орловке, Афанасово и других населённых пунктах. В городах, посёлках и сёлах заменено на энергоэффективные свыше 15 тыс. устаревших светильников, количество первых увеличено в электросетевом комплексе региона до 97 %.
Также были запущены в эксплуатацию два крупных питающих центра — подстанции «Крейда» и «Нежеголь». Первая обеспечивает электроэнергией промышленных и бытовых потребителей областного центра, а вторая снабжает электричеством завод по производству лизина-сульфата в Шебекинском районе.
Основными поставщиками электроэнергии в Белгородскую область выступают Курская и Воронежская области, АО «Концерн Росэнергоатом».
В 2015 году дефицит электроэнергии Белгородской области составил 14148,7 млн кВт.ч.

### Строительство
В январе-ноябре 2014 года в Белгородской области было сдано в эксплуатацию 1,2 млн м² жилья, что составило 111,1 % к уровню ввода аналогичного периода прошлого года. Три четверти от всего построенного жилья (918,4 тыс. м²) приходится на ИЖС. Объём ввода индивидуального жилья по итогам января-ноября вырос на 5 %. При этом почти половина всего малоэтажного жилья вводится в Белгородском районе. Каждый восьмой дом в области строят в Белгороде.

### Транспорт

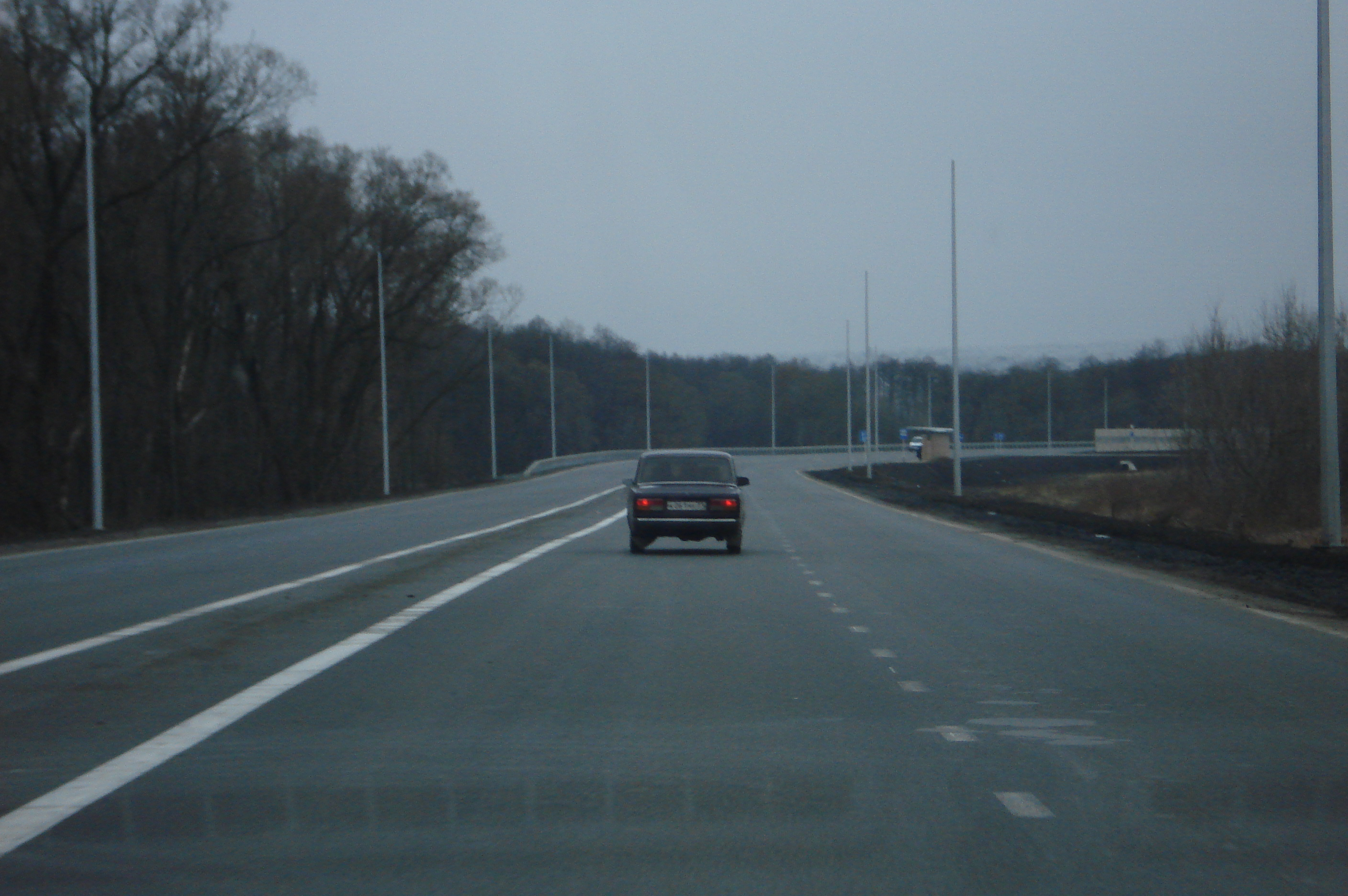
Автодорога 1P189 в районе Старого Оскола

См. также Транспорт в Белгородской области
См. также Железнодорожный транспорт в Белгородской области
Через Белгородскую область проходят железнодорожные и автомобильные магистрали международного значения, соединяющие Москву и другие российские регионы c Украиной, в том числе федеральная автомобильная дорога М-2 «Крым» и железнодорожная магистраль Москва — Харьков — Севастополь. Эксплуатационная длина железнодорожных путей общего пользования составляет 694,6 км, протяжённость автомобильных дорог с твёрдым покрытием (включая ведомственные) — 8,5 тыс. км или 87,7 % от общей протяжённости. В 2017 году была построена железнодорожная линия в обход Украины по территории Воронежской и Ростовской областей. Также в Белгородской области расположена одна из немногих в России линия пригородного троллейбусного сообщения протяжённостью 34 км, проходящая по федеральной автодороге «Крым» и соединяющая административный центр области с посёлком Майский, но движение по ней прекращено из экономических соображений.

## Образование
В Белгородской области расположены следующие учебные заведения высшего профессионального образования:
- НИУ «БелГУ», г. Белгород;
- БГТУ имени В. Г. Шухова, г. Белгород;
- Старооскольский технологический институт им. А. А. Угарова (в составе НИТУ «МИСиС»), г. Старый Оскол;
- Белгородский ГАУ, г. Белгород;
- БУКЭП, г. Белгород;
- ФГБОУ ВПО «Московский государственный открытый университет»; Губкинский институт (филиал), г. Губкин;
- БГИИК, г. Белгород.

Белгородская область является одним из 15 регионов, в которых с 1 сентября 2006 года был введён в качестве регионального компонента образования предмет «Основы православной культуры».

## Культура
Достопримечательности
- Звонница на Прохоровском поле;

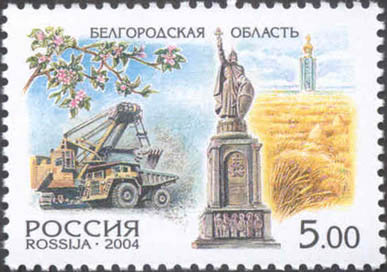
Почтовая марка России. 2004 год

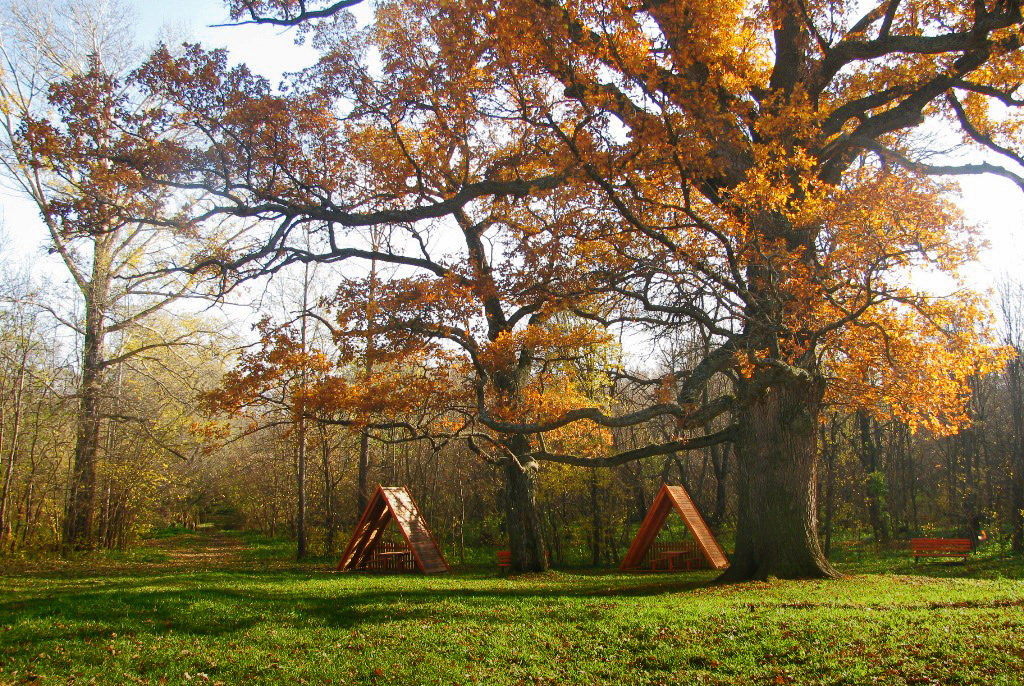
550-летний Панский дуб, с. Яблочково

- Панский дуб — 550-летний дуб в Шебекинском районе;
- Государственный природный заповедник «Белогорье»;
- Балка Каменный Лог;
- Холковский подземный монастырь в Чернянском районе;
- Село Ватутино (родина Н. Ф. Ватутина);
- Село Хворостянка (родовое поместье Н. Н. Раевского);
- Крапивенское городище — городище одного из крупнейших городов Киевской Руси;
- Дмитриевское городище — городище алан VIII—IX веков;
- Торговые ряды в Бирюче;
- Музей-диорама «Курская дуга. Белгородское направление»;
- Белгородский музей народной культуры;
- Шебекинский историко-художественный музей с собранием картин известных художников XIX—XX веков;
- Мельница Баркова — шестиэтажная деревянная мельница в с. Новоивановка Волоконовского района;
- Спасо-Преображенский кафедральный собор в г. Губкин.

## Известные люди
- Герои Советского Союза

Почётные граждане области
- Семен Иванович Чайкин (1919—2005) — геолог, обладатель Государственной премии СССР и Ленинской премии, был награждён орденом Ленина, а также медалью «За заслуги перед землёй Белгородской» I степени, его фамилией названа улица в микрорайоне Восточный города Белгорода[67][68];
- Сергей Тетюхин (род. 1975) — российский волейболист, доигровщик, игрок сборной России в 1996—2009 и 2011—2012 годах, обладатель четырёх олимпийских медалей, чемпион Игр XXX Олимпиады в Лондоне, заслуженный мастер спорта России.

## Регионы-побратимы
- Брестская область — отношения установлены в ходе проведения VI Олимпиады школьников Союзного государства «Россия и Беларусь: историческая и духовная общность» в 2011 году между делегациями Белгородской и Брестской области;
- Гомельская область;
- Закарпатская область — сотрудничество в культурной сфере;
- Курская область — историко-культурная общность и экономические связи;
- Сумская область — сотрудничество в рамках Еврорегиона;
- Харьковская область — сотрудничество в рамках Еврорегиона;